# سد قره تپه زنجان
 سد قره تپه زنجان  یکی از سدهای در حال بهره برداری استان زنجان است.